# 志村源太郎
志村 源太郎（しむら げんたろう、慶応3年3月1日（1867年4月5日）- 昭和5年（1930年）8月23日）は、明治から昭和にかけての日本の官僚、銀行家。日本勧業銀行総裁。貴族院議員。

## 来歴・人物
甲斐国（現・山梨県）出身。明治22年（1889年）に東京帝国大学法科大学政治学科を首席で卒業。東京農林学校（現東京大学農学部）教授等を経て、その後農商務省に入り参事官・秘書官を歴任する。その後法制局に移動し参事官を務め、農商務省に戻り工務局長に就任。退官し日本勧業銀行に相談役として入行。一旦横浜正金銀行に移り検査役・外国課長を歴任したが、その後日本勧業銀行に戻り副総裁を経て明治44年（1911年）総裁に就任し長きにわたり総裁を務める。また各政府各委員をつつとめ、産業組合（農業協同組合・信用金庫・生活協同組合の母体）会頭として育成を図り、日本の農政大御所として影響力を持つ。勧銀総裁退任後、1922年（大正11年）12月19日、貴族院議員にも勅選された。

## 栄典
位階
- 1897年（明治30年）8月20日 - 正五位[7]

勲章
- 1915年（大正4年）11月10日 - 勲三等瑞宝章[8]
- 1924年（大正13年）2月11日 - 旭日中綬章[9]
- 藍綬褒章[1]

## 系譜
- 妻・直子は藤岡正敏・佐幾夫妻の三女で[2][3][4]、荘田平五郎妻・田鶴の妹かつ各務鎌吉妻・繁尾の姉にあたる[2][3][4]。田鶴・直子・繁尾姉妹の母・藤岡佐幾は岩崎弥次郎・美和夫妻の次女で弥太郎の妹かつ弥之助の姉にあたる[2][3][4][10]。
- 実弟は銀行家の渡辺義郎（1872－1955、元東海銀行頭取）[1]。義郎の妻・ツルヂは藤岡正信の長女で吉村可成の養女[11][12]。ツルヂの実父・藤岡正信は正敏・佐幾夫妻の長男で田鶴・直子・繁尾の長兄にあたり[2][13]、養父・吉村可成は吉村直茂・琴夫妻の長男で実父・藤岡正信の従兄[13]。ツルヂの養祖母・吉村琴は岩崎弥次郎・美和夫妻の長女で弥太郎・佐幾・弥之助の長姉[2][13][10]。
- 源太郎・直子夫妻には実子がなく弟・渡辺義郎の長男・精一を養嗣子とした[11][12]。志村精一の実弟に元三菱重工業副社長・渡辺聖二（義郎・ツルヂ夫妻の次男）[11][12]、実母の養父かつ実祖父の従兄にあたる吉村可成の養子となった清三郎（義郎・ツルヂ夫妻の三男）[11]、元日本債券信用銀行頭取の渡辺淳（義郎・ツルヂ夫妻の五男）[11][12]、三兄・清三郎の後を継ぎ吉村家の養嗣子となった進（義郎・ツルヂ夫妻の六男）がいる[11][12]。
- 三菱重工業会長や経済団体連合会常任理事を歴任した櫻井俊記（櫻井房記の長男[14]）は渡辺義郎・ツルヂ夫妻の娘婿[11][12]。櫻井房記の長女・貴美は藤村操の弟でのちに三菱地所の社長を務めた藤村朗に嫁ぎ[14][15]、櫻井房記の次女・須美は岩崎弥之助の三男で志村直子の従弟にあたる岩崎輝弥に嫁いだため[14][16][17][18][19][20][21][22][23]、藤村朗・岩崎輝弥はともに櫻井俊記の義弟にあたる[14]。